# Patrick Curtis
Patrick Curtis (1740 – 26. července 1832) byl irský římskokatolický kněz, v letech 1819–1832 arcibiskup armaghský a primas celého Irska.
Působil jako rektor irské koleje ve španělské Salamance a profesor na tamní univerzitě. Během španělské války za nezávislost se stal hlavou špionážní sítě získávající informace pro Wellesleyho armádu.
Po návratu do Irska dostával rentu od britské vlády, posléze se stal roku 1819 armaghským arcibiskupem. Zemřel na choleru v roce 1832.

## Odraz v beletrii
Patricka Curtise ztvárnil britský spisovatel Bernard Cornwell v románu Sharpův meč, který je součástí série o napoleonských válkách. V románu Curtis žádá hlavního hrdinu Richarda Sharpa o to, aby předal Francouzům dezinformaci, díky níž pak britská armáda získá výhodu v bitvě u Salamanky. Významnou úlohu hraje také Curtisův zašifrovaný seznam spolupracovníků, který Sharpe získá zpátky poté, co se dostane do rukou Francouzů.